# Condado de Carbon (Montana)
O Condado de Carbon é um dos condados do estado estadunidense do Montana. Tinha 10 473 habitantes no Censo dos Estados Unidos de 2020. A sua capital é Red Lodge, que é também a sua maior cidade. O condado tem uma área de 2 047,78 milha quadradas (5 303,7 km2), uma população de 10 473 habitantes, e uma densidade populacional de 2,0 hab/km² (segundo o censo nacional de 2020). O condado foi fundado em 1895.